# Fadiadougou
Fadiadougou  è una città e sottoprefettura della Costa d'Avorio appartenente al dipartimento di Kani. Conta una popolazione di 15 066 abitanti (censimento 2014).